# Cuir de poisson
Le cuir de poisson est une matière obtenue en traitant la peau de différents poissons.

## Histoire
La production et l'usage du cuir de poisson ont été identifiés chez plusieurs peuples vivant sur des littoraux ou au bord de rivières au XIXe siècle, notamment les Aïnous au Japon, les Nlaka'pamux en Colombie-Britannique, les Hezhen (ou Nanaïs) en Sibérie,. Ces pratiques sont abandonnées avec la diffusion de matières industrielles et du caoutchouc.
En Europe, les premières mentions avérées de ce travail datent du xvie siècle mais la pratique était sûrement bien plus ancienne : un manteau en peau de saumon joue un rôle symbolique dans un récit traditionnel (mythique) irlandais. En France, où du cuir de requin était produit aux xviiie et xixe siècles, il a pris le nom de galuchat, du nom de Jean-Claude Galluchat, un maître gainier de la marquise de Pompadour.
En 1994, la première tannerie moderne de poissons ouvre en Islande. Au début du XXIe siècle, la coutume est reprise par des descendants des peuples autochtones canadiens et par le secteur de la mode, en quête de matières de substitution aux peaux de reptiles soumises à surveillance. Représentant moins de 1 % du marché mondial du cuir, sa production est encouragée par la Organisation des Nations unies pour l'alimentation et l'agriculture (FAO) pour valoriser ce co-produit de la pêche.

## Production
Plusieurs poissons peuvent être utilisés pour produire du cuir du poisson, parmi lesquels le saumon, la perche, la truite, le bar, l'esturgeon ainsi que diverses espèces de requins et raies. La peau de poisson est aujourd'hui souvent considérée comme un déchet et non valorisée,.
Après que les écailles et la chair ont été retirées de la peau, différents tannins peuvent être employés, comme des écorces ou du café. La peau est ensuite assouplie à l'huile durant plusieurs heures puis frottée contre une surface abrasive. Le processus complet dure un mois environ.

## Usages
Le cuir de poisson peut être utilisé pour fabriquer des vêtements résistants à l'eau, par exemple des bottes, des manteaux ou des gants. Il peut aussi être utilisé pour de la maroquinerie : sacs, bijoux ou portefeuilles par exemple. Selon certains producteurs, il est bien plus résistant que le cuir de bovin du fait d'une structure en fibres croisées.

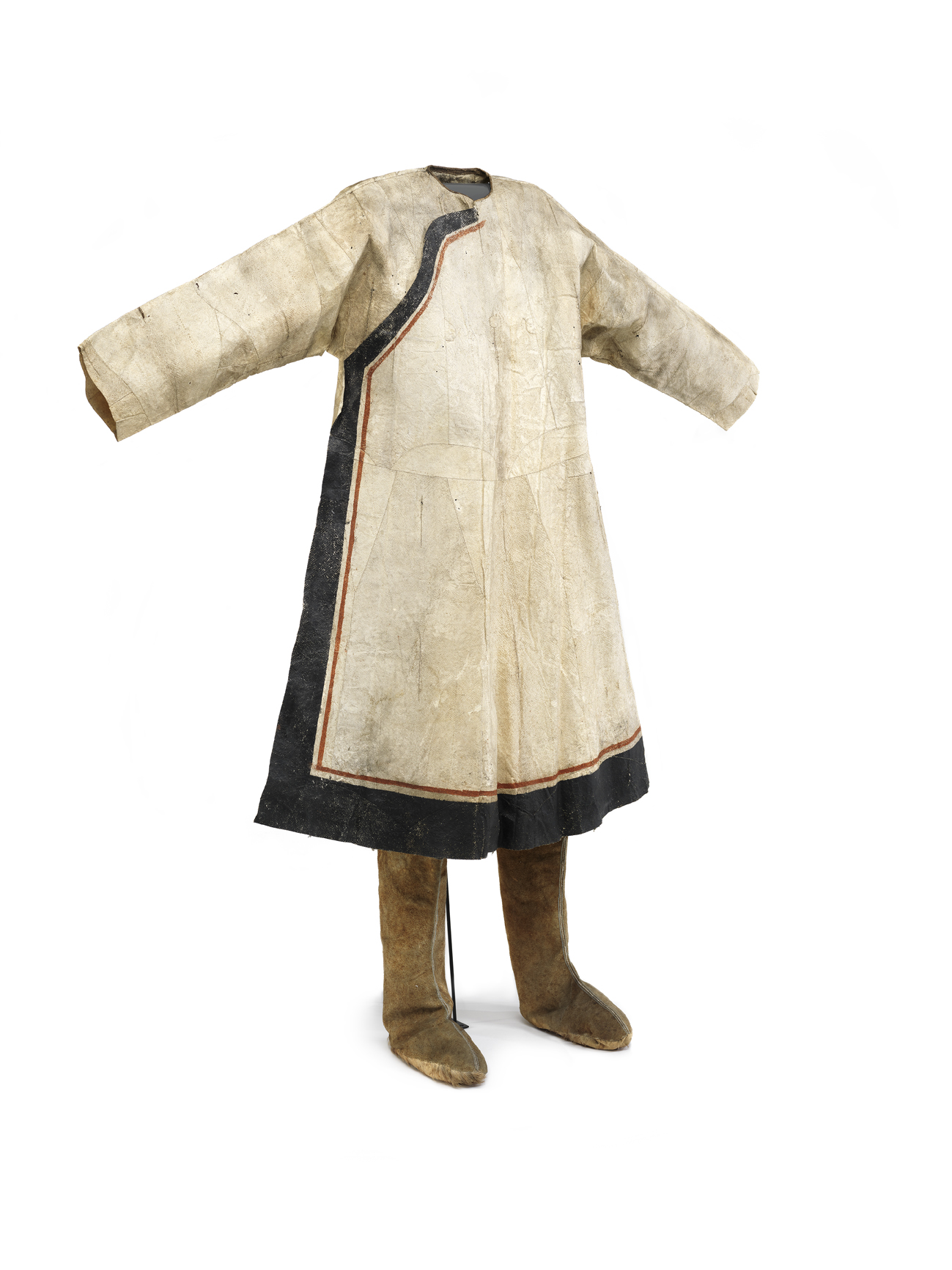
Manteau en peau de saumon de coupe chinoise avec fermeture asymétrique et passementerie en peau de poisson noire et rouge. Bottes en peau de renne, côté poil vers l'intérieur. Le côté chair est teint en brun, et la bordure est en tissu brun, rouge et noir. Peuple nivkh.
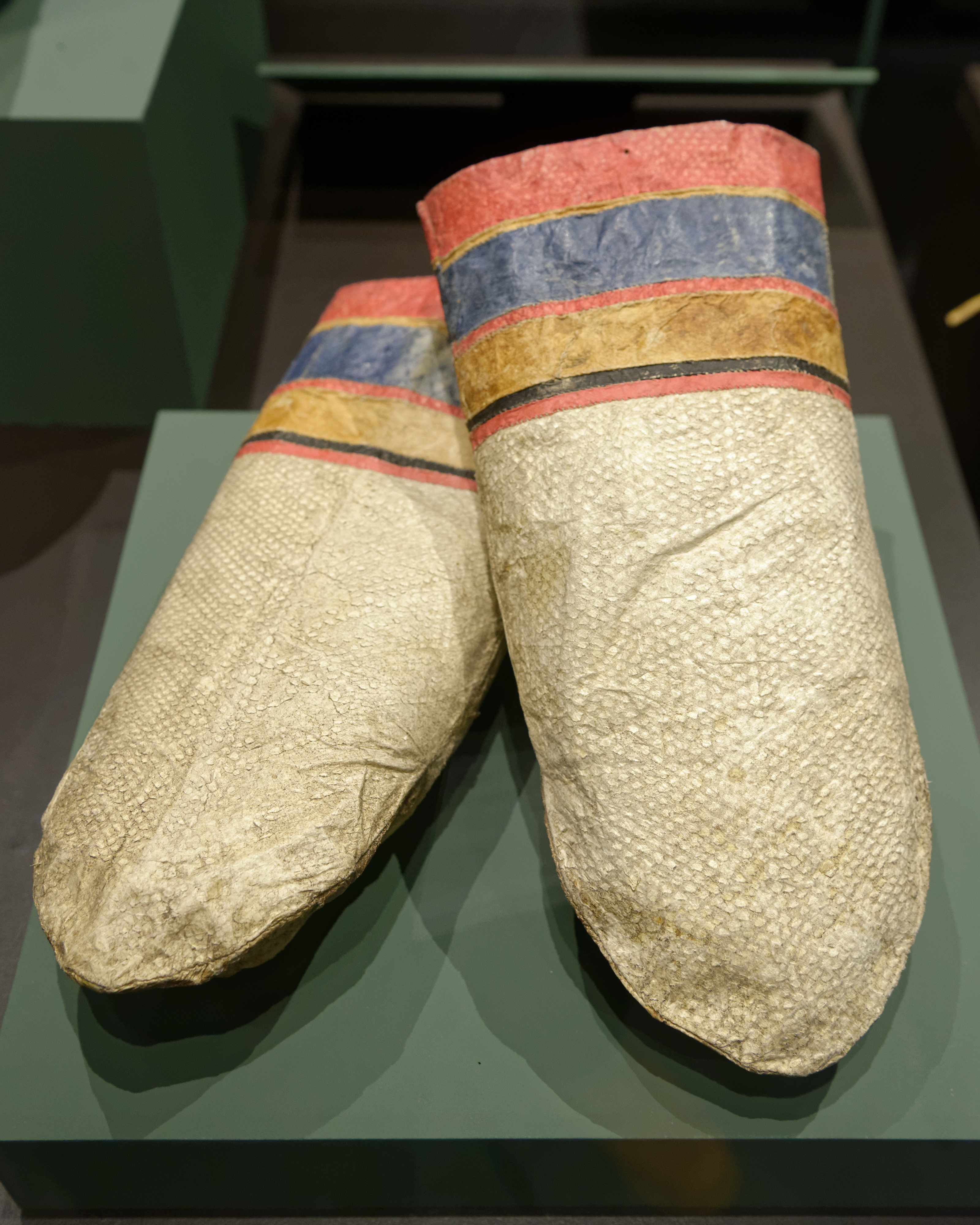
Moufles en peau de saumon bossu, silure de l'Amour et carpe de l'Amour. Peuple nivkh, bassin du fleuve Amour, XIXe siècle.
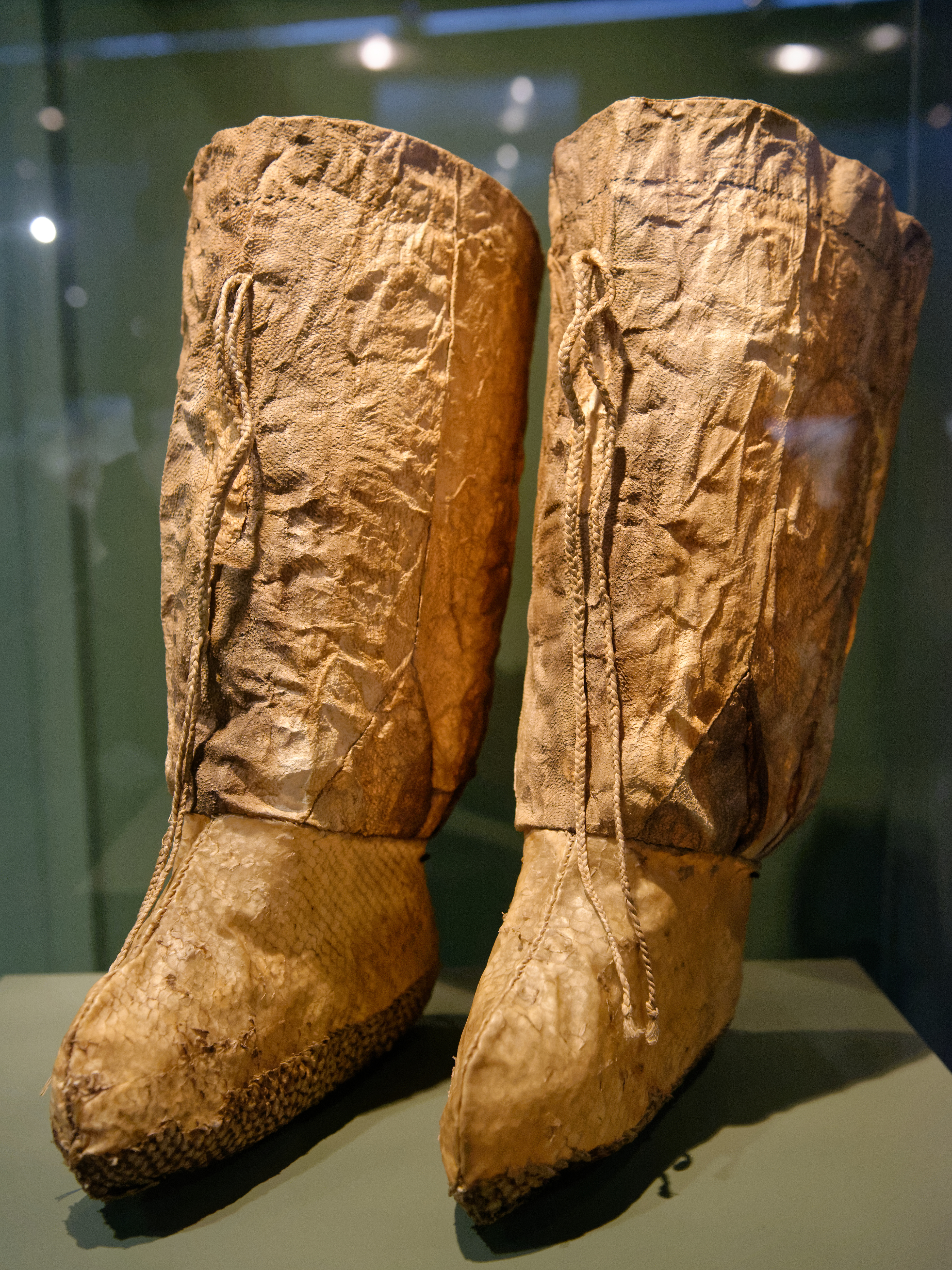
Paire de bottes en cuir de poisson et corde de coton teinte à l'indigo : saumon bossu et hucho de Sakhaline (Hucho perryi). Peuple aïnou, vallée de la Poronaï, île de Sakhaline, XIXe siècle.
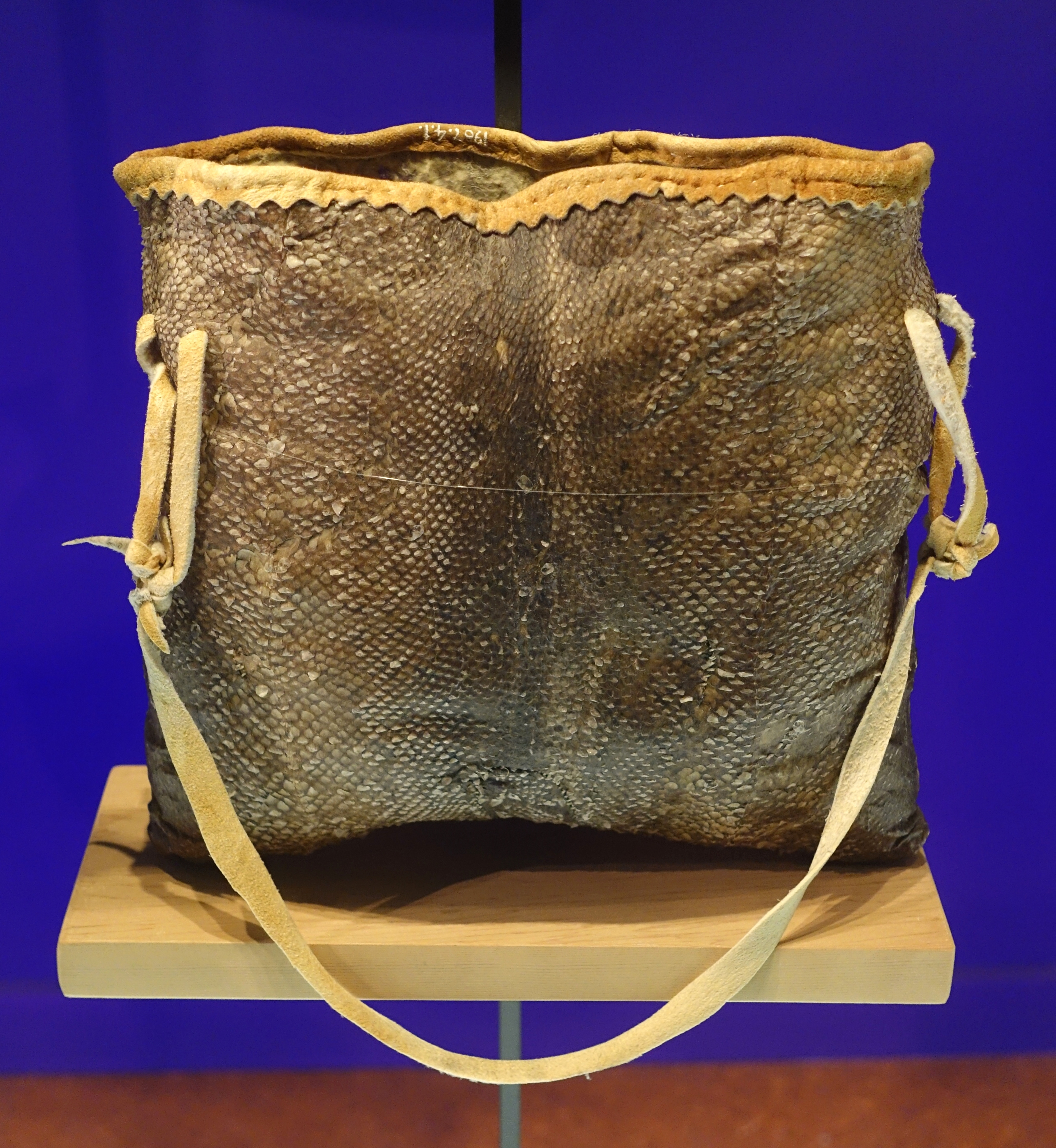
Sac en peau de saumon des Bannocks ou des Shoshones.